# Acer longipes
Acer longipes là một loài thực vật có hoa trong họ Bồ hòn. Loài này được Franch. ex Rehder mô tả khoa học đầu tiên năm 1905.